# كازوناري تاناكا
كازوناري تاناكا (田中一成 تاناكا كازوناري)؛ (8 أبريل 1967 - 10 أكتوبر 2016)، مؤدي أصوات ياباني.

## أدواره في الأنمي

### مسلسلات أنمي تلفزيونية
- كود غياس: لولوش الثائر - شينيتشيرو تاماكي
- كود غياس: لولوش الثائر R2 - شينيتشيرو تاماكي
- غانكوتسوؤو - بوفيل
- بلانيتيس - هاتشيروتا هوشينو
- دراغون بول GT - دون بارا
- دراغون بول كاي - كاروني
- دراغون بول سوبر - حكم
- المحقق كونان - الدكتور أغاسا (أيام الشباب)
- غينتاما - كاتوكين
- هيرويك إيج - كراتوس
- بليتش - أبيراما ريدر
- ناروتو شيبودن - تشاينيا
- إير جير - إينوياما
- هايكيو!! - كيشين أوكاي
- هايكيو!! الموسم الثاني - كيشين أوكاي
- هايكيو!! ثانوية كاراسونو في مواجهة أكاديمية شيراتوريزاوا - كيشين أوكاي (الصوت الأول)
- سورد آرت أونلاين - جيتاكس
- ماجين بون - كينغو ريوجين
- المعلم الجهنمي نوبي - كاتسويا كيمورا
- ترايجان - سودوم
- نينتاما رانتارو - ماسوكاراسو
- ون بيس - بوبو، تاراران، أفالو بيزارو (الصوت الأول)، آهو ديسونين التاسع، بني اللحية (الصوت الثاني)، مانبوشي (الصوت الأول)، غال، بلاكباك (الصوت الأول)، القس يومو
- البدلة المتنقلة جاندام سيد ديستني - أولسون وايت
- إينوياشا - نانافوشي، غينبو
- إير ماستر - شون ياشيكي
- شفارتزيس ماركن - أوتو شتراوس
- سول هنتر - كو هيكو
- مرملاد بوي - تسوتومو روكوتاندا
- أبطال الديجيتال الجزء الرابع - دبدوب
- جاينت كيلينغ - كاتاياما

### أنمي الإنترنت
- سيلور مون كريستال - أكيرال

### أفلام أنمي
- كرايون شين-تشان: نداء العاصفة, خطة الجاسوس الذهبي - تورورو

## أدواره في ألعاب الفيديو
- جوجوز بيزار أدفنتشر: أول ستار باتل - تامامي كوباياشي
- جوجوز بيزار أدفنتشر: آيز أوف هيفن - تامامي كوباياشي
- هايكيو!! رابط! طلة القمة!! - كيشين أوكاي
- هايكيو!! كروس تيم ماتش! - كيشين أوكاي
- بيرسونا 5 - جونيا كانيشيرو
- ياكوزا 0 - لي وين هاي
- بويو بويو CD - زومبي
- غرولانسر - أوزوالد

## وصلات خارجية
- كازوناري تاناكا على موقع IMDb (الإنجليزية)
- كازوناري تاناكا على موقع ميوزك برينز (الإنجليزية)
- كازوناري تاناكا على موقع قاعدة بيانات الفيلم (الإنجليزية)
- كازوناري تاناكا على موقع ANN person (الإنجليزية)
- صفحة IMDb